# Halvdanshaugen (Tingelstad)

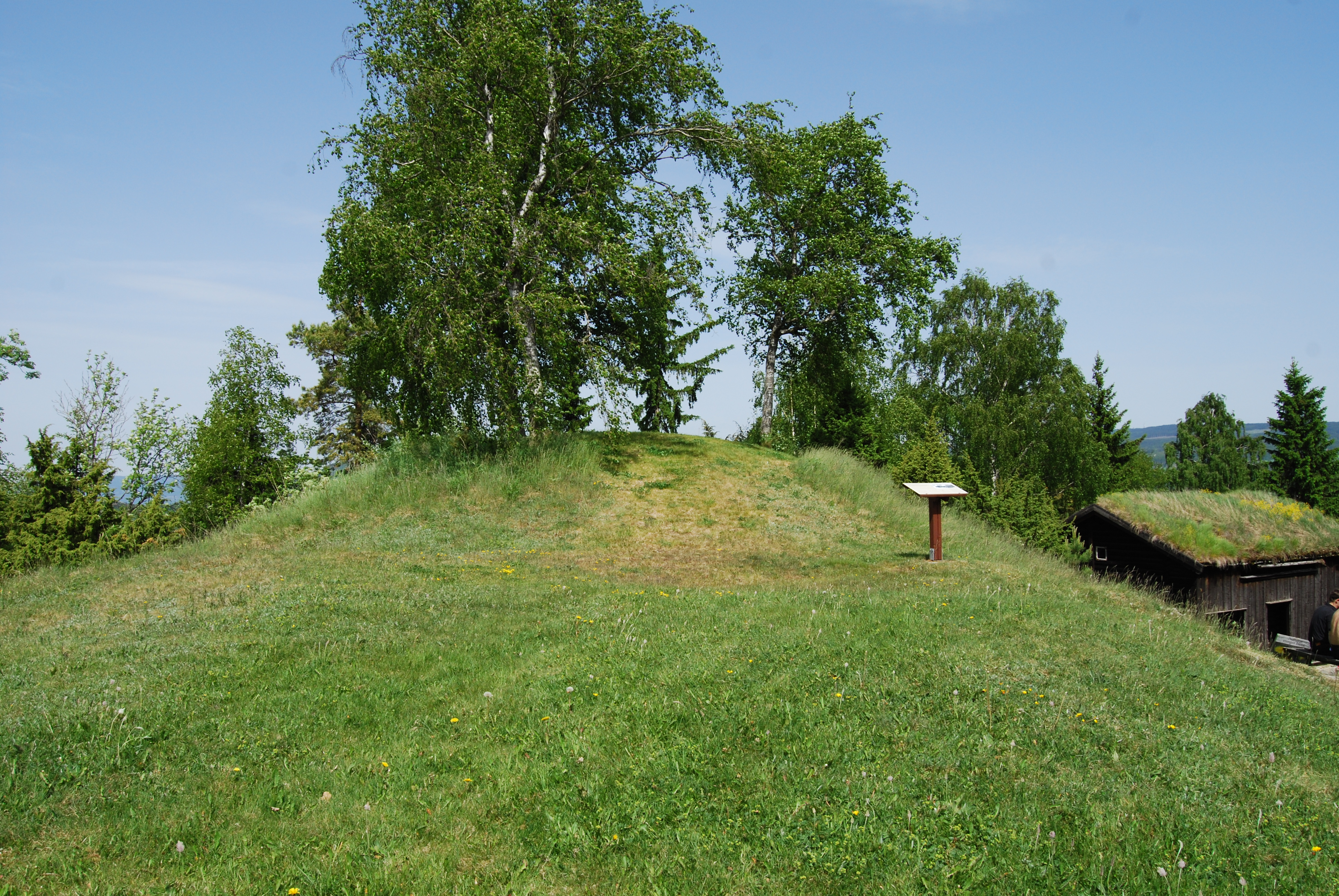
Halvdanshaugen von Tingelstad

Der Halvdanshaugen (Halvdans-Hügel) in Tingelstad (norwegisch Halvdanshaugen på Tingelstad) in Gran in Hadeland, ist einer von vier Grabhügeln dieses Namens in Norwegen.

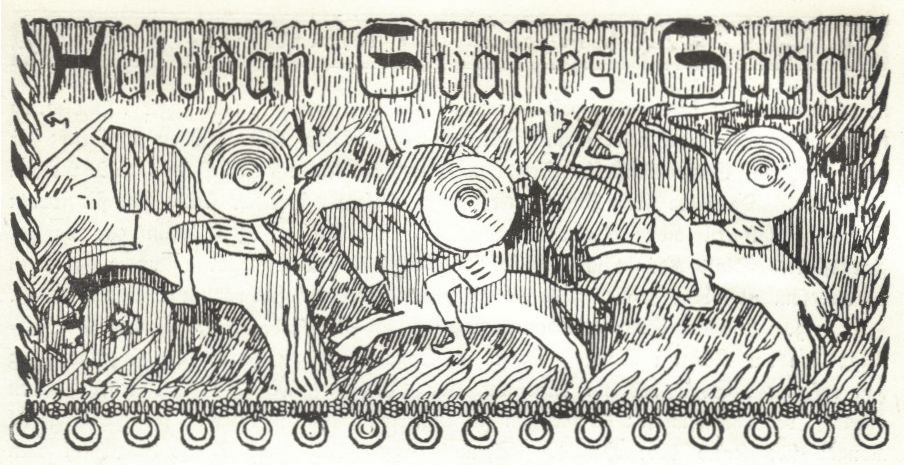
Illustration der Halvdansaga

Die Hügel sind nach Halfdan Haraldsson dem Schwarzen (etwa 810 – 860) benannt, König von Vestfold und Vater von Harald Schönhaar. Ein gleichnamiger Halfdan Haraldsson soll sein Großvater gewesen sein; ein anderer der Vater von Ivar Vidfamne.

## Beschreibung
Der Halvdanshaugen in Tingelstad liegt auf dem höchsten Punkt des Bergrückens, am Hadeland Folkemuseum in Tingelstad in Gran im Fylke Innlandet. Der Rundhügel hat einen Durchmesser von etwa 13,0 m, ist 1,75 m hoch und hat eine abgeflachte Kuppe vom etwa 5,0 m Durchmesser.

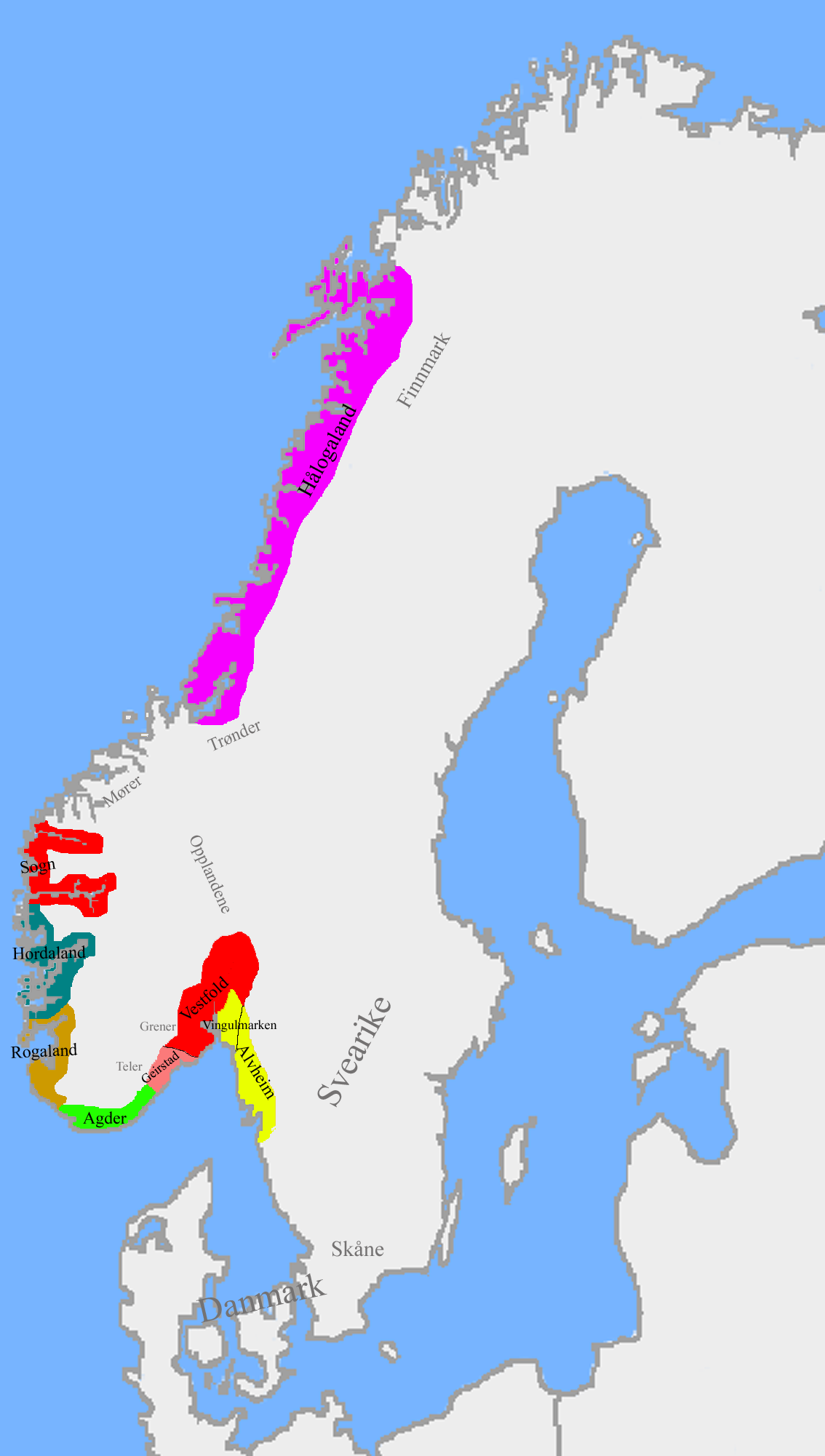
Halvdans Königreich – in rot

Laut dem Antiquar Nicolay Nicolaysen stand ein ursprünglich ein Bautastein auf dem Hügel. Dieser war umgefallen und wurde von der Vereinigung zum Erhalt von Kulturdenkmälern wieder aufgestellt, ist heute jedoch verschwunden. Heute steht eine Kopie des Dynnasteinen auf dem Hügel.

## Hálfdans  Tod
Von Hálfdans Tod erzählt Snorri Sturluson, er habe auf einer Rückreise aus Hadaland den zugefrorenen Randsfjord überquert. Dabei sei er im Alter von 40 Jahren mit seinem Gefolge eingebrochen und ums Leben gekommen. Weil man mit seiner Herrschaft Fruchtbarkeit verbunden habe, habe man den Leichnam geteilt und die Teile in mehreren Grabhügeln beigesetzt. Ein Teil seines Leichnams soll im Halfdanshaugen in Gran beigesetzt sein, während sein Kopf im Halfdanshaugen in Stein in Ringerike begraben sein soll. Snorri schildert damit einen Grabbrauch, der mehr an die zeitgenössische christliche Reliquienverehrung erinnert als an eine heidnische Sitte des 9. Jahrhunderts, zumal Sæmundur fróði schreibt, dass Halvdan in Ringerike ein Hügelgrab bekam.